# Lijst van afleveringen van The O.C.
Hier volgt een lijst van afleveringen van de Amerikaanse dramaserie The O.C., in de VS uitgezonden door FOX.

## Overzicht
| Seizoen | Aantal afleveringen | Uitgezonden                        |  |
| ------- | ------------------- | ---------------------------------- |  |
| 1       | 27                  | 5 augustus 2003 – 5 mei 2004       |  |
| 2       | 24                  | 4 november 2004 – 19 mei 2005      |  |
| 3       | 25                  | 8 september 2005 – 18 mei 2006     |  |
| 4       | 16                  | 2 november 2006 – 22 februari 2007 |  |

## Afleveringen

### Eerste seizoen 2003-2004
| Nr. | Aflevering | Titel                     | Schrijver(s)                       | Regisseur              | Uitzenddatum     | Productienummer |  |
| --- | ---------- | ------------------------- | ---------------------------------- | ---------------------- | ---------------- | --------------- |  |
| 1 | 1          | Première                  | Josh Schwartz                      | Doug Liman             | 5 augustus 2003  | 475197          |  |
| Een nieuw leven voor Ryan Atwoord, de Cohen familie en de Coopers, en anderen in het rijke en wilde Orange County, Californië. |            |                           |                                    |                        |                  |                 |  |
| 2 | 2          | The Model Home            | Allan Heinberg & Josh Schwartz     | Doug Liman             | 12 augustus 2003 | 176501          |  |
| Ryan besluit om weg te gaan uit Newport omdat hij naar een weeshuis moet, maar Seth en Marissa overtuigen hem om in Newport te blijven, in een van de modelhuizen van Kirsten. Jimmy zit flink in de financiële problemen en komt bij Kirsten voor hulp. Nadat Luke Marissa bij Ryan ziet wil hij wraak nemen uit jaloezie, maar dit loopt uit op een gevecht, waarbij het modelhuis afbrandt. Luke en Ryan worden hiervoor gearresteerd.                                    |            |                           |                                    |                        |                  |                 |  |
| 3 | 3          | The Gamble                | Jane Espenson                      | Ian Toynton            | 19 augustus 2003 | 176502          |  |
| Dit keer wordt Ryan door Kirsten uit de jeugdgevangenis gehaald nadat ze ziet hoe het er daar aan toe gaat. Sandy zoekt de moeder van Ryan op, en overtuigt haar om Ryan te gaan opzoeken. Alhoewel Ryan blij is dat zijn moeder van de drank af is, loopt het toch niet helemaal zoals hij had verwacht. Het financiële probleem van Jimmy en de oplossing van Kirsten komt ook tot licht.                                                                                  |            |                           |                                    |                        |                  |                 |  |
| 4 | 4          | The Debut                 | Allan Heinberg & Josh Schwartz     | Daniel Attias          | 26 augustus 2003 | 176503          |  |
| Het is tijd voor het jaarlijkse Newport "Cotillion Ball", waarbij de jongste dames van de Newport society hun intrede maken. Ook Ryan en Seth moeten hieraan meedoen, als mannelijke prinsen. Luke en Marissa krijgen ruzie, en Ryan is haar prins voor het Cotillion. Meer informatie over Jimmy's zakelijke en financiële problemen komen aan het licht als Holly's vader hem enkele klappen verkoopt en hem een dief noemt.                                               |            |                           |                                    |                        |                  |                 |  |
| 5 | 5          | The Outsider              | Melissa Rosenberg                  | Jesús Salvador Treviño | 2 september 2003 | 176504          |  |
| Ryan heeft een bijbaantje bij de Crab Shack gevonden, en een collega komt uit zijn oude buurt. Ryan vraagt Marissa uit voor een afspraakje. Sandy probeert Jimmy te helpen met zijn leven, maar heeft slecht nieuws, en Julie is van plan om van Jimmy te scheiden. Luke wordt neergeschoten door de collega van Ryan op een feestje van Holly. |            |                           |                                    |                        |                  |                 |  |
| 6 | 6          | The Girlfriend            | Josh Schwartz & Debra J. Fisher    | Steve Robman           | 9 september 2003 | 176505          |  |
| De vader van Kirsten, Caleb Nichol, komt langs met zijn nieuwe 24-jarige vriendin, Gabrielle. De baan van Kirsten is in gevaar, en Sandy wil naar Berkely verhuizen. Luke heeft besloten dat hij een tweede kans wil met Marissa, maar Marissa weet het niet zeker. Uiteindelijk kiest ze voor Ryan, maar als ze Ryan opzoekt ziet ze hem zoenen met Gabrielle. Marissa besluit dan seks te hebben met Luke. Summer gebruikt Seth om op het feest van zijn opa te komen.     |            |                           |                                    |                        |                  |                 |  |
| 7 | 7          | The Escape                | Josh Schwartz                      | Sanford Bookstaver     | 16 september     | 176506          |  |
| Alle Newport tieners besluiten om naar Tijuana, Mexico te gaan om de zomer af te sluiten. De relatie van Marissa en Luke loopt weer stuk als ze hem ziet zoenen met Holly. Sandy heeft een nieuwe baan, maar Kirsten snapt niet waarom hij die baan heeft genomen. Jimmy en Julie gaan scheiden, en Marissa neemt een overdosis medicijnen en tequila. |            |                           |                                    |                        |                  |                 |  |
| 8 | 8          | The Rescue                | Melissa Rosenberg & Allan Heinberg | Michael Lange          | 29 oktober 2003  | 176507          |  |
| Iedereen is weer in Newport, en Marissa ligt in het ziekenhuis. Julie geeft Ryan de schuld, en verbiedt hem om nog in de buurt van Marissa te komen. Sandy begint aan zijn nieuwe baan, maar is verrast bij het werk dat hij moet doen. Kirsten is verrast met de nieuwe vrouwelijke collega van Sandy. Ryan wordt aangenomen op Harbor School, onder bepaalde voorwaarden. Julie verraadt Jimmy en Marissa, waardoor Marissa bij haar vader gaat wonen.                     |            |                           |                                    |                        |                  |                 |  |
| 9 | 9          | The Heights               | Debra J. Fisher & Erica Messer     | Patrick Norris         | 5 november 2003  | 176508          |  |
| Het schooljaar is begonnen, en niemand heeft er zin in. Ryan voelt zich als een buitenbeentje, en Luke maakt het er niet makkelijker op. Sandy accepteert een nieuwe rechtszaak, maar het zal een flinke druk op zijn huwelijk uitoefenen. Anna en Seth bedenken een plan voor Seth om Summers liefde te winnen. Marissa en Ryan zoenen voor het eerst op de kermis. |            |                           |                                    |                        |                  |                 |  |
| 10 | 10         | The Perfect Couple        | Allan Heinberg                     | Michael Fresco         | 12 november 2003 | 176509          |  |
| Er is veel liefde in Orange County, en Ryan en Marissa maken plannen voor hun eerste officiële afspraakje. Kirsten ziet haar vader met een nieuwe vriendin, en is bang dat Sandy ook een vriendin heeft. Summer zoent Seth met veel passie en geeft toe dat ze hem leuk vindt, maar hij mag het aan niemand vertellen. |            |                           |                                    |                        |                  |                 |  |
| 11 | 11         | The Homecoming            | Josh Schwartz & Brian Oh           | Keith Samples          | 19 november 2003 | 176510          |  |
| Het is Thanksgiving in Orange County, en Ryan wordt gebeld door zijn broer in de gevangenis. Wil zijn broer hem gewoon zien of zit er meer achter? Marissa besluit om met Ryan mee te gaan, en moet hem uiteindelijk uit de problemen helpen. Seth heeft opeens twee meisjes die hem willen, en deze nieuwe rol als player gaat hem moeilijk af. |            |                           |                                    |                        |                  |                 |  |
| 12 | 12         | The Secret                | Allan Heinberg & Josh Schwartz     | James Marshall         | 26 november 2003 | 176511          |  |
| Seth en Kirsten hebben geen zin om met de gevolgen van de gebeurtenissen met Thanksgiving af te handelen, terwijl Sandy en Ryan er geen probleem mee hebben. Sandy geeft advies aan Jimmy dat niet erg voordelig is voor Julie. Ryan en Luke worden vrienden nadat een bepaald persoon uit de kast komt. |            |                           |                                    |                        |                  |                 |  |
| 13 | 13         | The Best Chrismukkah Ever | Stephanie Savage                   | Sanford Bookstaver     | 3 december 2003  | 176512          |  |
| Het is Kersttijd in Newport, maar Seth introduceert Ryan aan een ander feest: Chrismukkah. Seth heeft nog steeds niet gekozen tussen Anna en Summer, maar hij weet zeker dat het geen probleem zal zijn. Marissa en Ryan gaan samen winkelen, maar Marissa is iets te makkelijk met het meenemen van dure producten. Kirsten zet haar baan op het spel om Sandy te helpen. Summer en Anna hebben beiden een mooi cadeau voor Seth.                                           |            |                           |                                    |                        |                  |                 |  |
| 14 | 14         | The Countdown             | Josh Schwartz                      | Michael Fresco         | 17 december 2003 | 176513          |  |
| Het is Oud en Nieuw, en de liefde tussen Marissa en Ryan wordt steeds groter. De zus van Kirsten komt weer thuis, en geeft meteen een feest in het huis van de Cohens. Oliver nodigt Marissa uit voor zijn feest, waar Ryan in eerst instantie niet naartoe gaat. Sandy en Kirsten zijn bang dat hun huwelijk saai is geworden. Seth kiest eindelijk tussen Summer en Anna.                                                                                                  |            |                           |                                    |                        |                  |                 |  |
| 15 | 15         | The Third Wheel           | Melissa Rosenberg                  | Sandy Smolan           | 7 januari 2004   | 176514          |  |
| Hailey ontdekt dat ze toch minder welkom is dan ze had gedacht. Luke maakt nieuwe vrienden, terwijl Seth en Anna aan Summer proberen te vertellen dat ze iets met elkaar hebben. Ryan vindt Oliver nog steeds verdacht, maar kan weinig doen vanwege Marissa. |            |                           |                                    |                        |                  |                 |  |
| 16 | 16         | The Links                 | Debra J. Fisher & Erica Messer     | Michael Lange          | 14 januari 2004  | 176515          |  |
| Oliver heeft een reisje gepland voor de groep, maar het gaat niet zoals verwacht, behalve voor Oliver. Summer gaat helemaal op in de vriendschap met Anna en Seth, waardoor de relatie van Anna en Seth minder kans heeft. Jimmy en Sandy gaan samen zaken doen. Caleb en Julie komen terug van Europa, en Hailey en Kirsten krijgen ruzie. Ryan wordt in de steek gelaten door Marissa.                                                                                     |            |                           |                                    |                        |                  |                 |  |
| 17 | 17         | The Rivals                | Josh Schwartz                      | Ian Toynton            | 7 januari 2004   | 176516          |  |
| Sandy en Jimmy staan op het punt om de papieren te tekenen voor de Lighthouse, maar is Jimmy er wel klaar voor? Oliver vertelt zijn plannen tegen Ryan, maar Ryan kan er weinig aan doen omdat hij door iedereen in de steek wordt gelaten. Summer heeft een nieuwe vriend, maar voor hoelang? Julie heeft een baan gekregen. |            |                           |                                    |                        |                  |                 |  |
| 18 | 18         | The Truth                 | Allan Heinberg                     | Rodman Flender         | 11 februari 2004 | 176517          |  |
| Er zijn veel veranderingen in de relaties van de O.C.'ers, en grenzen worden overschreden. Oliver laat zien wie hij echt is als hij helemaal zijn verstand kwijtraakt, maar niet voordat Ryan helemaal wordt uitgesloten. Sommigen worden geschorst van school, sommigen verliezen hun baan en anderen verliezen hun partners. Voor een iemand is het helemaal voorbij. |            |                           |                                    |                        |                  |                 |  |
| 19 | 19         | The Heartbreak            | Josh Schwartz                      | Lev L. Spiro           | 18 februari 2004 | 176518          |  |
| Het is weer tijd voor Valentijnsdag in Newport, en iedereen bereidt zich voor op het Valentijnsdag Vrijgezellenfeest. Luke heeft een nieuwe geliefde, terwijl Sandy advies vraagt aan Seth wat betreft seks. Een oude vriendin van Ryan is in Newport, waardoor Marissa haar gevoelens voor Ryan aan hem bekendmaakt. De liefde tussen Seth en Summer verandert. |            |                           |                                    |                        |                  |                 |  |
| 20 | 20         | The Telenovela            | Stephanie Savage                   | Sanford Bookstaver     | 25 februari 2004 | 176519          |  |
| Ryan en Marissa proberen gewoon vrienden te worden, maar dit blijkt moeilijker dan verwacht. Theresa blijft in Newport om te werken, en voor Ryan. Julie en Luke blijven elkaar zien voor seks, en Seth en Summer hebben ook wat kleine problemen. |            |                           |                                    |                        |                  |                 |  |
| 21 | 21         | The Goodbye Girl          | Josh Schwartz                      | Patrick Norris         | 3 maart 2004     | 176520          |  |
| Anna laat weten dat ze Newport verlaat om terug te gaan naar Pittsburgh, waardoor Seth zich verdrietig en schuldig voelt. Caleb en Kirsten hebben problemen met de wet, en Sandy probeert het op te lossen. Het wordt steeds moeilijker voor Julie en Luke om hun relatie geheim te houden, en Theresa brengt een probleem uit Chino met zich mee naar Newport. |            |                           |                                    |                        |                  |                 |  |
| 22 | 22         | The L.A.                  | Josh Schwartz                      | David M. Barrett       | 24 maart 2004    | 176521          |  |
| Summer en Marissa komen Grady Bridges tegen, een acteur van "The Valley" waar Summer dol op is, en hij nodigt hen uit voor een feest in Los Angeles. Summer en Marissa nemen Seth en Ryan mee naar het feest in LA, en als ze daar zijn komen ze Hailey tegen, die daar werkt in een strip club. Jimmy en Sandy presenteren hun restaurant aan de rijkste van Newport en vragen Caleb voor financiële steun. Paris Hilton zit ook in deze aflevering als speciale gast.      |            |                           |                                    |                        |                  |                 |  |
| 23 | 23         | The Nana                  | Allan Heinberg                     | Michael Lange          | 31 maart 2004    | 176522          |  |
| De moeder van Sandy, die ze Nana Cohen noemen, komt naar Californië voor Passover en heeft slecht nieuws. Ryan zoekt Marissa, die is weggelopen nadat ze ontdekte dat Julie en Luke een relatie hadden. Summer probeert indruk te maken op de Nana, en Jimmy en Hailey gaan een stap vooruit in hun relatie. |            |                           |                                    |                        |                  |                 |  |
| 24 | 24         | The Proposal              | Liz Friedman & Josh Schwartz       | Helen Shaver           | 14 april 2004    | 176523          |  |
| Jimmy en Sandy hebben een groot probleem op het laatste moment als ze hun restaurant proberen te openen. Summer en Seth zorgen ervoor dat Marissa zich meer thuis voelt in Jimmy's huis. Iedereen is geschokt als Caleb een voorstel doet aan iemand, en Luke heeft een auto-ongeluk. Marissa en Sandy en Jimmy maken een deal met Caleb. Een iemand vertrekt uit Newport.                                                                                                   |            |                           |                                    |                        |                  |                 |  |
| 25 | 25         | The Shower                | J. J. Philbin                      | Sandy Smolan           | 21 april 2004    | 176524          |  |
| Iedereen is nog steeds geschokt dat Julie en Caleb zijn verloofd, en vooral Kirsten, die ook Julies getuige moet zijn. Kirsten en Marissa zijn verantwoordelijk voor Julies "vrijgezellenfeest", en Marissa nodigt iemand uit waar Julie niet op zit te wachten. Therese belt Sandy voor hulp, en probeert Ryan te ontlopen. De relatie van Jimmy en Haily loopt goed, en Seth heeft een slechte ontmoeting met de vader van Summer.                                         |            |                           |                                    |                        |                  |                 |  |
| 26 | 26         | The Strip                 | Allan Heinberg                     | James Marshall         | 28 april 2004    | 176525          |  |
| Het is tijd voor de vrijgezellenfeesten voor Caleb en Julie. Caleb en de mannen gaan naar Las Vegas terwijl Kirsten een feest organiseert bij de Cohens thuis, met strippers. Seth en Ryan komen in een moeilijke situatie in Vegas, terwijl Summer verdrietig is over Seth en Marissa Theresa steunt. Jimmy en Sandy komen dingen te weten over Caleb waar ze niet erg blij mee zijn. Julie en Hailey gaan zwemmen, en Theresa heeft schokkend nieuws voor Ryan en Marissa. |            |                           |                                    |                        |                  |                 |  |
| 27 | 27         | The Ties That Bind        | Josh Schwartz                      | Patrick Norris         | 5 mei 2004       | 176526          |  |
| Julie en Caleb trouwen, en Ryan en Theresa moeten een moeilijke beslissing maken over hun baby. Marissa verhuist naar het nieuwe huis van Caleb en Julie, en Seth heeft het moeilijk als alles om hem heen verandert. |            |                           |                                    |                        |                  |                 |  |

### Tweede seizoen 2004-2005
| Nr. | Aflevering | Titel                              | Schrijver(s)                   | Regisseur             | Uitzenddatum     | Productienummer |  |
| --- | ---------- | ---------------------------------- | ------------------------------ | --------------------- | ---------------- | --------------- |  |
| 28 | 1          | The Distance                       | Josh Schwartz                  | Ian Toynton           | 4 november 2004  | 2T5101          |  |
| De zomer is alweer bijna voorbij, en Seth is nog steeds niet thuisgekomen. Terwijl het huis van de Cohens wordt verbouwd is het huwelijk van Sandy en Kirsten onder druk komen te staan vanwege hun missende zoon. Ryan heeft een nieuw leven in Chino samen met Theresa, terwijl Marissa alleen en depressief is. Summer is bijna over Seth heen. |            |                                    |                                |                       |                  |                 |  |
| 29 | 2          | The Way We Were                    | Allan Heinberg                 | Michael Lange         | 11 november 2004 | 2T5102          |  |
| Ryan en Seth zijn weer in Newport en school is net weer begonnen. De jongens zien hun vriendinnen voor het eerst weer, maar het is niet als vroeger. Caleb heeft problemen met de wet, en Hailey heeft slecht nieuws voor Jimmy. |            |                                    |                                |                       |                  |                 |  |
| 30 | 3          | The New Kids on the Block          | Stephanie Savage               | Lev L. Spiro          | 18 november 2004 | 2T5103          |  |
| Nadat Caleb een korte tijd in de gevangenis heeft gezeten besluit hij dat Julie de nieuwe directeur van de Newport Group moet worden. Seth probeert de liefde van Summer terug te winnen, en neemt een baan bij de Bait Shop. Ryan ontmoet een nieuw meisje op school dat Lindsay heet. |            |                                    |                                |                       |                  |                 |  |
| 31 | 4          | The New Era                        | J. J. Philbin                  | Michael Fresco        | 2 december 2004  | 2T5104          |  |
| Nieuwe tijden breken aan in Newport Beach. Kirsten en Julie proberen samen te werken bij de Newport Group, en Sandy onderzoekt wat Caleb geheimhoudt. Seth en Ryan gaan tegelijk uit met Lindsay en Alex, maar het eindigt anders dan verwacht. |            |                                    |                                |                       |                  |                 |  |
| 32 | 5          | The SnO.C.                         | John Stephens                  | Ian Toynton           | 9 december 2004  | 2T5105          |  |
| Het is tijd voor het jaarlijkse "SnO.C." winterbal. Seth wil verder in zijn relatie met Alex, maar zij denkt er anders over. De geheime relatie van Marissa en D.J. komt uit, en Zach probeert Seth nog steeds uit zijn relatie met Summer te krijgen. Sandy komt te weten wat Caleb geheimhoudt, en het is een flinke schok. |            |                                    |                                |                       |                  |                 |  |
| 33 | 6          | The Chrismukkah That Almost Wasn't | Josh Schwartz                  | Tony Wharmby          | 16 december 2004 | 2T5106          |  |
| Het is weer Chrismukkah in The O.C., and Seth heeft wilde plannen voor Chrismukkah. Het ziet ernaar uit dat Caleb naar de gevangenis moet, maar Sandy overtuigt hem de waarheid te vertellen over zijn relatie met Renee. Tussen Julie en Jimmy ontstaat ook een relatie. Als Caleb eenmaal de waarheid vertelt is iedereen zeer geschokt, en is alles voorgoed anders. |            |                                    |                                |                       |                  |                 |  |
| 34 | 7          | The Family Ties                    | Drew Greenberg & Josh Schwartz | Lesli Glatter         | 6 januari 2005   | 2T5107          |  |
| Na het nieuws van Caleb proberen de Cohens Lindsay zich welkom te laten voelen in de familie. Jimmy staat voor een moeilijke keuze als Marissa erachter komt dat hij wat met zijn ex-vrouw, Julie, heeft. Seth probeert een "slechte jongen" te zijn, net als Ryan, om indruk te maken op Alex. Summer hoort wat Zach heeft gedaan in de kerstvakantie en Ryan en Lindsay voelen zich vreemd in hun relatie. |            |                                    |                                |                       |                  |                 |  |
| 35 | 8          | The Power of Love                  | John Stephens                  | Michael Lange         | 13 januari 2005  | 2T5108          |  |
| Het kost Sandy veel moeite om het weer goed te maken met Kirsten als hij hun 20e trouwdag vergeet. Seth en Ryan veroorzaken veel problemen vanwege hun relatie met Alex en Lindsay, en misschien moeten ze de relaties wel opgeven. Marissa en Julie blijven ruzie hebben over DJ, en Summer wil verder in haar relatie met Zach. |            |                                    |                                |                       |                  |                 |  |
| 36 | 9          | The Ex-Factor                      | J. J. Philbin                  | Michael Fresco        | 20 januari 2005  | 2T5109          |  |
| De ex van Alex komt op bezoek, en Seth is verrast als hij te weten komt dat het een vrouw is. Ryan, Zach en Seth hebben een mannenavond terwijl Marissa, Summer en Lindsay een meisjesavond uit hebben naar de Bait Shop. Julie wil een tijdschrift starten om het imago van de Newport Group op te krikken. |            |                                    |                                |                       |                  |                 |  |
| 37 | 10         | The Accomplice                     | Allan Heinberg                 | Ian Toynton           | 27 januari 2005  | 2T5110          |  |
| Er ontstaat wat frictie tussen Sandy en Kirsten als Sandy besluit om zijn oud docent te helpen met het zoeken naar zijn dochter, Rebecca, die tevens een grote liefde was van Sandy. Seth en Zach besluiten om een stripverhaal te maken over hun leven in Newport, en Summer vraagt zich af waarom zij er niet in voorkomt. Ryan probeert Lindsay en Caleb samen te brengen, nadat Lindsay zich afvraagt hoe Caleb is. De vriendschap tussen Marissa en Alex wordt groter. |            |                                    |                                |                       |                  |                 |  |
| 38 | 11         | The Second Chance                  | Drew Greenberg & Josh Schwartz | Tony Wharmby          | 3 februari 2005  | 2T5111          |  |
| Nadat het Ryan niet lukte om Lindsay en Caleb samen te brengen organiseert Kirsten een etentje met Caleb, Ryan, Lindsay en zichzelf om het nogmaals te proberen. Maar dit keer lukt het weer niet, omdat Ryan en Caleb ruzie krijgen. Sandy vertelt niet aan Kirsten dat Rebecca leeft en in Newport is. Marissa en Alex komen steeds dichter bij elkaar, en Seth en Summer zijn ook veel bij elkaar. |            |                                    |                                |                       |                  |                 |  |
| 39 | 12         | The Lonely Hearts Club             | J. J. Philbin                  | Ian Toynton           | 10 februari 2005 | 2T5112          |  |
| Het is weer Valentijnsdag in Newport, en Sandy en Kirsten hebben nog steeds ruzie vanwege Rebecca. Ryan probeert het goed te maken met Caleb om samen met Lindsay wat te doen op Valentijnsdag. Seth, Zach en Summer gaan naar San Diego om hun idee voor een stripverhaal te presenteren, maar het gaat niet helemaal als gepland en Seth eindigt alleen en verdrietig. Marissa en Alex gaan verder in hun relatie en Julie komt terug van haar reis. |            |                                    |                                |                       |                  |                 |  |
| 40 | 13         | The Test                           | John Stephens                  | Michael Lange         | 17 februari 2005 | 2T5113          |  |
| Terwijl Sandy blijft werken aan de rechtszaak van Rebecca vraagt Kirsten zich af hoe sterk hun gevoelens voor elkaar zijn. Het blijft slechter gaan met Seth na het dramatische uitstapje naar San Diego, terwijl Marissa zich onzeker voelt over haar relatie met Alex. Caleb wil dat Lindsay zich helemaal thuis voelt in de familie, maar wil wel een vaderschapstest. |            |                                    |                                |                       |                  |                 |  |
| 41 | 14         | The Rainy Day Women                | Josh Schwartz                  | Michael Fresco        | 24 februari 2005 | 2T5114          |  |
| Het regent in Newport en Lindsay besluit toch om de vaderschapstest te nemen en ze maakt een moeilijke keuze wat betreft haar leven met Caleb. Sandy wil Rebecca nog steeds helpen en overtuigt haar om niet te vluchten. Kirsten is nog steeds erg verdrietig en wil haar normale huwelijk terug en dat Rebecca weggaat. Seth is ook verdrietig omdat hij het gevoel heeft dat hij Summer voor altijd kwijt is, maar Summer heeft toch nog gevoelens voor hem. Marissa verhuist naar het huis van Alex, nadat ze aan haar moeder vertelt dat Alex haar vriendin is.             |            |                                    |                                |                       |                  |                 |  |
| 42 | 15         | The Mallpisode                     | Stephanie Savage               | Ian Toynton           | 10 maart 2005    | 2T5115          |  |
| Ryan is zeer verdrietig omdat Lindsay naar Chicago is verhuisd met haar moeder, en Caleb is er ook niet blij mee. Seth, Summer en Marissa nemen Ryan mee naar het winkelcentrum zodat hij niet langer over Lindsay blijft treuren. Caleb is bij Sandy, terwijl Sandy de huwelijksring van Kirsten probeert te vinden of iets anders dat zijn liefde voor haar kan bewijzen. Alex komt te weten dat Marissa misschien toch niet helemaal verliefd op haar is. Kirsten en Julie ontmoeten de nieuwe redacteur voor hun tijdschrift, en Julies wilde verleden zorgt voor problemen. |            |                                    |                                |                       |                  |                 |  |
| 43 | 16         | The Blaze of Glory                 | Mike Kelley                    | Robert Duncan McNeill | 17 maart 2005    | 2T5116          |  |
| Het is alweer lente in Newport en Marissa heeft Ryan gevraagd voor hulp bij het kampvuur van Harbor School. Alex accepteert dat het nooit wat zal worden tussen Marissa en haar, en hun relatie is voorbij. Seth mist de goede tijden die ze vorig jaar beleefde, maar Summer zegt dat hij naar de toekomst moet kijken. Julie heeft nog steeds problemen met de man die haar chanteert met haar verleden, en vraagt Sandy voor advies. Kirsten wil graag dat Carter blijft helpen met hun tijdschrift, ondanks zijn bezwaren.                                                   |            |                                    |                                |                       |                  |                 |  |
| 44 | 17         | The Brothers Grim                  | J. J. Philbin                  | Michael Lange         | 24 maart 2005    | 2T5117          |  |
| Ryans broer, Trey, wordt vrijgelaten uit de gevangenis en de Cohens geven hem een warm welkom, maar Ryan is zeer wantrouwend. Zach komt terug uit Italië en heeft nieuws dat erg verrassend is voor Summer en Seth. Julie biecht haar "naakte" verleden op aan Kirsten, en ze besluiten samen Caleb om hulp te vragen. Newport Living wordt officieel gepresenteerd. |            |                                    |                                |                       |                  |                 |  |
| 45 | 18         | The Risky Business                 | Cory Martin                    | Norman Buckley        | 7 april 2005     | 2T5118          |  |
| Sandy is met tegenzin de gastheer van een benefietvoorstelling in de Yacht Club. Trey zoekt zijn eigen woning en liegt tegen Ryan om te laten zien dat hij zelfstandig kan zijn. Carter geeft Seth en Zach nieuwe motivatie om een eigen stripverhaal te hebben, en Summer is daar niet erg blij mee. Marissa woont tijdelijk bij de Cohens. |            |                                    |                                |                       |                  |                 |  |
| 46 | 19         | The Rager                          | John Stephens                  | Tony Wharmby          | 14 april 2005    | 2T5119          |  |
| Trey wordt 21, en Marissa geeft een feest voor hem in het Cooper-Nichol huis om Trey en Ryan samen te brengen. Seth brengt zichzelf in de problemen bij Summer vanwege een nieuwe partner bij zijn stripverhaal. Sandy wil graag vrienden zijn met Carter, maar Kirsten voelt zich hier niet helemaal prettig bij. Julie denkt na over oude herinneringen samen met een oude vriend, en leert ondertussen wat nieuwe dingen en ideeën. |            |                                    |                                |                       |                  |                 |  |
| 47 | 20         | The O.C. Confidential              | Mike Kelley                    | Tony Wharmby          | 21 april 2005    | 2T5120          |  |
| Sandy en de jongens bedenken een plan om de onschuld van Trey te bewijzen nadat hij de schuld op zich nam voor Marissa. Kirsten en Carter gaan samen naar een wijnplantage om wijn te proeven. Ondertussen komt Caleb thuis en heeft hij twijfels over zijn huwelijk met Julie. |            |                                    |                                |                       |                  |                 |  |
| 48 | 21         | The Return of the Nana             | Josh Schwartz                  | Ian Toynton           | 5 mei 2005       | 2T5121          |  |
| Sandy, Seth en Ryan gaan naar Miama om op bezoek te gaan bij de Nana nadat ze Sandy belt om te zeggen dat ze gaat trouwen. Kirsten blijft thuis omdat ze niet kan gaan vanwege haar werk, maar heeft het moeilijk met haar gevoelens voor Carter. Trey schat de gevoelens van Marissa voor hem helemaal verkeerd in en Zach nodigt Summer uit voor een zelfgekookte maaltijd bij hem thuis. |            |                                    |                                |                       |                  |                 |  |
| 49 | 22         | The Showdown                       | John Stephens                  | Michael Fresco        | 5 mei 2005       | 2T5122          |  |
| Seth en Zach verklaren elkaar als vijand als ze beide Summers liefde proberen te winnen. Marissa is nog steeds in de war doordat ze bijna was verkracht door Trey. Sandy confronteert Kirsten meer haar drankprobleem en Caleb wil scheiden van Julie. |            |                                    |                                |                       |                  |                 |  |
| 50 | 23         | The O.Sea                          | J. J. Philbin                  | Michael Lange         | 12 mei 2005      | 2T5123          |  |
| Seth en Zach ruziën over wie er met Summer naar het eindjaarsfeest moet gaan en wie er naar de ontmoeting met George Lucas mag gaan. Sandy neemt drastische maatregelen voor Kirsten en haar drankprobleem, terwijl Ryan langzaam probeert uit te zoeken wat er precies gebeurd is tussen Trey en Marissa, dankzij Theresa. Julie maakt een poging om Caleb te vergiftigen maar dit loopt anders dan verwacht. |            |                                    |                                |                       |                  |                 |  |
| 51 | 24         | The Dearly Beloved                 | Josh Schwartz                  | Ian Toynton           | 19 mei 2005      | 2T5124          |  |
| Het kan niet slechter gaan met Kirsten na de begrafenis van Caleb, waardoor Sandy een moeilijke beslissing neemt. Jimmy Cooper is weer terug in Newport en geeft veel steun aan een verdrietige Julie. Trey helpt Jess om drugs te verkopen, en dat loopt niet goed af. Ryan komt er eindelijk achter wat er is gebeurd tussen Trey en Marissa, waardoor Ryan doordraait. |            |                                    |                                |                       |                  |                 |  |

### Derde seizoen 2005-2006
| Nr. | Aflevering | Titel                           | Schrijver(s)                     | Regisseur             | Uitzenddatum      | Productienummer |  |
| --- | ---------- | ------------------------------- | -------------------------------- | --------------------- | ----------------- | --------------- |  |
| 52 | 1          | The Aftermath                   | Josh Schwartz                    | Ian Toynton           | 8 september 2005  | 2T6251          |  |
| De schietpartij is een paar maanden geleden gebeurd, en Trey ligt nog steeds in een coma, terwijl de Officier van Justitie zijn kant van het verhaal wil weten. Door de druk van anderen in Newport blijft de OvJ druk uitoefenen op Ryan, Marissa, Seth en Summer voor meer informatie. Ondertussen is Julie niet blij dat de accountant van Caleb zijn testament niet wil openen en Kirsten is nog steeds in een ontwenningskliniek. |            |                                 |                                  |                       |                   |                 |  |
| 53 | 2          | The Shape of Things to Come     | J. J. Philbin                    | Tony Wharmby          | 15 september 2005 | 2T6252          |  |
| Summer is verantwoordelijk voor de jaarlijkse schoolkermis, maar heeft het niet makkelijk vanwege Taylor. Sandy is verbaasd dat Kirsten is ontslagen uit de ontwenningskliniek, maar niet naar huis is gekomen en in plaats daarvan samenwoont met Charlotte, een vrouw die ze heeft ontmoet in de ontwenningskliniek. Julie en Sandy bespreken met de rector van Harbor School de toekomst van Ryan en Marissa op Harbor. Ryan en Marissa praten er later ook over. Jimmy heeft een ontmoeting met een man, waarbij Jimmy weer financiële problemen heeft.                                                              |            |                                 |                                  |                       |                   |                 |  |
| 54 | 3          | The End of Innocence            | Stephanie Savage                 | Michael Lange         | 22 september 2005 | 2T6253          |  |
| Jimmy moet weer de moeilijke beslissing maken om bij zijn familie te blijven of weg te gaan uit Newport. Kirsten komt thuis, en Charlotte moet weg uit haar huis. Marissa en Ryan kunnen misschien niet samen blijven, en Taylor is de baas over de schoolmusical en gebruikt Summer en Seth. |            |                                 |                                  |                       |                   |                 |  |
| 55 | 4          | The Last Waltz                  | John Stephens                    | Ian Toynton           | 29 september 2005 | 2T6254          |  |
| Het is de eerste schooldag voor Marissa op haar nieuwe school, Newport Union Public School, en Ryan vindt de nieuwe vrienden van Marissa maar niks. Charlotte heeft kwade bedoelingen voor Kirsten, Summer ontdekt de waarheid over de relatie tussen rector Hess en Taylor en Kirsten moet besluiten wat ze gaat doen met de Newport Group. |            |                                 |                                  |                       |                   |                 |  |
| 56 | 5          | The Perfect Storm               | Mike Kelley                      | Tony Wharmby          | 3 november 2005   | 2T6255          |  |
| Ryan maakt een belangrijk besluit voor zijn toekomst, en Sandy steunt hem volledige, hoe raar de beslissing ook is. Rector Hess blijft het lastig maken voor Ryan, en Summer en Seth besluiten om het lastig te gaan maken voor de rector. Charlotte biedt Julie iets geweldigs aan. |            |                                 |                                  |                       |                   |                 |  |
| 57 | 6          | The Swells                      | J. J. Philbin                    | Michael Fresco        | 10 november 2005  | 2T6256          |  |
| Taylor besteedt tijd samen met Seth tijdens een schoolgebeurtenis, en zorgt ervoor dat Summer ze niet kan storen. Summer maakt zich zorgen over de vriendschap tussen Marissa en Johnny, en roept Ryans hulp in. Sandy werkt aan een plan voor de Newport Group, en gaat samenwerken met iemand. Charlotte zorgt ervoor dat Julie en Kirsten een feest geven, maar Julie vraagt zich af wat de echte bedoelingen zijn van Charlotte. |            |                                 |                                  |                       |                   |                 |  |
| 58 | 7          | The Anger Management            | John Stephens                    | Michael Fresco        | 17 november 2005  | 2T6257          |  |
| Seth, Summer, Ryan en Marissa gaan met z'n vieren naar de Baitshop om The Subways te zien spelen, en Taylor veroorzaakt problemen in de relatie van Seth en Summer. Marissa doet er alles aan om de ruzie tussen Ryan en Volchok te beëindigen. De nieuwe partner van Sandy, Matt, doet alles en meer wat er van hem verwacht wordt. Julie Cooper behoudt haar troon als "bitch" van Orange County. |            |                                 |                                  |                       |                   |                 |  |
| 59 | 8          | The Game Plan                   | Cory Martin                      | Tate Donovan          | 1 december 2005   | 2T6258          |  |
| Er wordt naar universiteiten gekeken, en Seth is van plan om naar de Oostkust te gaan, Summer naar de Westkust, en Taylor is blij dat Seth en Summer niet bij elkaar zullen zijn. Ondertussen probeert Ryan Marissa te motiveren om überhaupt naar de universiteit te gaan, maar Johnny heeft een ander idee. Kirsten heeft een zakelijk voorstel voor Julie. |            |                                 |                                  |                       |                   |                 |  |
| 60 | 9          | The Disconnect                  | Stephanie Savage                 | Tony Wharmby          | 8 november 2005   | 2T6259          |  |
| Ryan krijgt een stage bij de Newport Groep onder Sandy en Matt, maar uiteindelijk moet hij hard werken om de reputatie van Matt te redden. Summer en Seth besluiten om beiden aan te melden bij Brown University, en doen er alles aan om aangenomen te worden. Johnny vertelt Marissa zijn gevoelens voor haar. Ryan en Marissa vertellen elkaar ook de waarheid. |            |                                 |                                  |                       |                   |                 |  |
| 61 | 10         | The Chrismukkah Bar-Mitzvahkkah | Josh Schwartz                    | Ian Toynton           | 15 november 2005  | 2T6260          |  |
| Na uren bezig te zijn geweest met het kiezen van de perfecte kerstboom komen de vier vrienden met een geweldig plan om een vriend in nood te helpen. Summer is een beetje verdrietig omdat ze haar moeder mist met de feestdagen, en Johnny's problemen forceren hem om het heft in eigen handen te nemen. Kirsten zet het verleden achter zich, en reikt uit naar Julie Cooper. Ryan krijgt een speciale Bar-Mitz-vha. |            |                                 |                                  |                       |                   |                 |  |
| 62 | 11         | The Safe Harbor                 | Mike Kelley                      | Tony Wharmby          | 12 januari 2006   | 2T6261          |  |
| Summer, Seth en Ryan besluiten om Marissa terug te krijgen op Harbor, en starten een actie. Johnny heeft het moeilijk met zijn eigen gevoelens en de gevoelens van een goede vriend. Sandy moet een moreel besluit maken dat een invloed kan hebben op Marissa's lot, en Jullie Cooper en Dr. Roberts vinden het moeilijk om de leugens toe te geven die ze aan hun kinderen hebben verteld. |            |                                 |                                  |                       |                   |                 |  |
| 63 | 12         | The Sister Act                  | Leila Gerstein                   | Ian Toynton           | 19 januari 2006   | 2T6262          |  |
| Na een lange tijd weggeweest te zijn op een kostschool komt Kaitlin Cooper weer terug in Newport tijdens haar kerstvakantie, en ze is flink veranderd. Ze lijkt veel meer op haar moeder Julie dan Marissa en ze heeft ook wat problemen en geheimen mee naar huis genomen. |            |                                 |                                  |                       |                   |                 |  |
| 64 | 13         | The Pot Stirrer                 | John Stephens                    | Norman Buckley        | 26 januari 2006   | 2T6263          |  |
| Terwijl Marissa Kaitlin beter probeert te leren kennen heeft Kaitlin maar één doel, en dat is zo veel mogelijk problemen veroorzaken. Sandy helpt Seth met het kiezen van een universiteit, maar Seth heeft een beter idee. Sandy en Matt werken samen om het nieuwe ziekenhuis mogelijk te maken. En Julie gaat door met haar doel om haar familie weer samen te brengen. |            |                                 |                                  |                       |                   |                 |  |
| 65 | 14         | The Cliffhanger                 | J. J. Philbin                    | Michael Lange         | 2 februari 2006   | 2T6264          |  |
| Summer ontdekt wat Seth heeft gedaan, en Sandy en Matt hebben een probleem met hun ziekenhuisproject. Ondertussen nemen Kirsten en Julie hun bedrijf iets te ver. Marissa vertelt eindelijk haar gevoelens voor Johnny aan hem, en Kaitlin vraagt zich af welke "Cooper" Johnny eigenlijk leuk vindt. Als Johnny en Kaitlin samen naar het strand gaan is Johnny niet helemaal zichzelf. |            |                                 |                                  |                       |                   |                 |  |
| 66 | 15         | The Heavy Lifting               | Stephanie Savage                 | Ian Toynton           | 9 februari 2006   | 2T6265          |  |
| Na een traumatische gebeurtenis komt de realiteit hard aan voor de vier vrienden, en moeten ze met hun problemen omgaan. Nadat Sadie in Newport komt helpt Ryan haar met verhuizen en zorgt ervoor dat Volchok weggaat, waardoor hij twijfelt over zijn gevoelens voor Marissa. Ondertussen is de kerstvakantie van Kaitlin voorbij, en moet ze weer terug naar kostschool. Kirsten en Julie besluiten toch om een feest te geven voor Valentijnsdag. |            |                                 |                                  |                       |                   |                 |  |
| 67 | 16         | The Road Warrior                | Mike Kelley                      | Michael Fresco        | 9 maart 2006      | 2T6266          |  |
| Summer vraagt aan Julie en Kirsten om een geschikte vrouw te vinden voor haar vader via hun bedrijf. Ryan helpt Sadie met het vinden van haar oom Jack, die haar nog geld schuldig is. Marissa is weer eens betrokken bij een politieonderzoek, en zij en Ryan maken het uit. |            |                                 |                                  |                       |                   |                 |  |
| 68 | 17         | The Journey                     | John Stephens                    | Roxann Dawson         | 16 maart 2006     | 2T6267          |  |
| Ryan denkt erover Marissa niet uit te nodigen voor zijn 18de verjaardag, maar Sandy probeert hem een verwante uit te laten nodigen. Na maanden vermijden vertellen Neil en Julie de waarheid aan Summer en Marissa. |            |                                 |                                  |                       |                   |                 |  |
| 69 | 18         | The Undertow                    | Mark Fish & J. J. Philbin        | Robert Duncan McNeill | 23 maart 2006     | 2T6268          |  |
| Wanneer een oude vriendin terugkeert naar Newport, besluit Ryan haar te helpen, wat problemen voor hem en Sadie veroorzaakt. Wanneer Summer en Seth in nog een probleem verzeild raken probeert Taylor hen te helpen. Sandy moet met meer problemen met de Newport Groep handelen en Marissa moet leren omgaan met het alleen zijn. |            |                                 |                                  |                       |                   |                 |  |
| 70 | 19         | The Secrets and Lies            | Stephanie Savage & Josh Schwartz | Michael Fresco        | 30 maart 2006     | 2T6269          |  |
| Julie en Dr. Roberts kondigen hun huwelijk aan en de Cooper dames trekken bij Summer en haar vader in. Ondertussen drijft Marissa weg van de groep en Summer wanneer zij troost in het slechte gezelschap van Volchok en zijn vrienden zoekt. Ryan probeert verder te leven met Sadie, maar de zorgen van Seth over Marissa zitten hem in de weg. Bij de Newport Group gaat Sandy verder met Matt en Kirsten verrast Seth met een avondje uit. |            |                                 |                                  |                       |                   |                 |  |
| 71 | 20         | The Day After Tomorrow          | Leila Gerstein                   | Norman Buckley        | 6 april 2006      | 2T6270          |  |
| Wanneer universiteitsaanvaardingen en weigeringsbrieven ontvangen zijn, moeten de kinderen bespreken welk pad zij gaan volgen. Ryan en Sadie proberen te beslissen wat zij na de middelbare school doen zullen. Taylor houdt een universiteitsfeest en Summer en Marissa lossen hun ruzie op. |            |                                 |                                  |                       |                   |                 |  |
| 72 | 21         | The Down Patrol                 | Mike Kelley                      | Ian Toynton           | 13 april 2006     | 2T6271          |  |
| Ryan besluit zijn moeder uit te nodigen op zijn eindexamenfeest. Taylor en Summer werken samen en proberen tezamen ontdekken wat Seth verbergt, maar Summer eindigt met gekwetst te worden. Marissa beseft dat zij in slecht gezelschap is nadat zij ontdekt hoe laag de vrienden van Volchok kunnen gaan. Sandy kan zijn werkproblemen met Matt herstellen, maar door dit te doet kwetst hij Kirsten. |            |                                 |                                  |                       |                   |                 |  |
| 73 | 22         | The College Try                 | J. J. Philbin                    | Tony Wharmby          | 20 april 2006     | 2T6272          |  |
| Het afstuderen is slechts weken weg en Ryan, Seth, Summer en Marissa verlaten Newport om hun kennismakingsweekend aan UC Berkeley en Brown bij te wonen. Tijdens het droppen van de jongens op het vliegveld, wordt Kirsten verrast door het zien van Theresa en haar een te toevallig jongetje. Tijdens het bezoeken van Brown loopt Seth Anna tegen het lijf op de binnenplaats en ze raken meteen aan de praat. Zou dit het einde van Summer en Seth kunnen zijn? Ondertussen organiseren Sandy en Kirsten een benefietfeest voor het ziekenhuis waar Kirsten haar frustraties uit en terugvalt in een oude gewoonte. |            |                                 |                                  |                       |                   |                 |  |
| 74 | 23         | The Party Favor                 | John Stephens                    | Michael Lange         | 27 april 2006     | 2T6273          |  |
| Het Seniorbal van Harbor brengt het beste en het slechtste in iedereen naar buiten. Taylor slaat een hoogtepunt op het schoolbal, terwijl ze onderuit gaat met haar verrassende date. Seth en Anna verzinnen een schoolbal plan om Summer terug te winnen. Ondertussen overtuigt Marissa Volchok om naar het schoolbal te gaan en Ryan brengt een onverwachte oude vlam mee. Wanneer een van de meisjes tot Prom Queen is gekozen, wordt het oprecht een nacht om nooit te vergeten. Als later het geld van Taylors balfonds is verdwenen schiet Ryan terug in zijn oude gewoontes en wordt de prom night gewelddadig.   |            |                                 |                                  |                       |                   |                 |  |
| 75 | 24         | The Man of The Year             | Stephanie Savage                 | Tony Wharmby          | 4 mei 2006        | 2T6274          |  |
| Ryan en Volchok sluiten een afspraak na een ruzie op het schoolbal. Sandy is als Man van het Jaar gekozen, maar dit ontsteekt de DA om dieper in zijn betrokkenheid met de ziekenhuisproblemen te graven. Marissa bezoekt Kaitlin op haar school. Seth bezoekt het Newport Group hoofdkwartier en licht het gewricht op. |            |                                 |                                  |                       |                   |                 |  |
| 76 | 25         | The Graduates                   | Bob DeLaurentus & Josh Schwartz  | Ian Toynton           | 18 mei 2006       | 2T6275          |  |
| Het is de dag van het afstuderen voor Ryan, Seth, Summer en Marissa op Harbor High School. Na het afstuderen gaat iedereen uit eten om hun afstuderen te vieren. De moeder van Ryan geeft hem een nieuwe auto en Marissa gaat een jaar reizen op een boot met haar vader als cadeau. Seth mag ten slotte naar RISD voor het tweede semester. Summer gaat nog steeds naar de universiteit Brown in de herfst. Volchok is nog steeds boos op Marissa en Ryan, dus hij besluit Ryans auto te laten crashen. |            |                                 |                                  |                       |                   |                 |  |

### Vierde seizoen 2006-2007
| Nr. | Aflevering | Titel                         | Schrijver(s)                     | Regisseur       | Uitzenddatum     | Productienummer |  |
| --- | ---------- | ----------------------------- | -------------------------------- | --------------- | ---------------- | --------------- |  |
| 77 | 1          | The Avengers                  | Josh Schwartz                    | Ian Toynton     | 2 november 2006  | 3T5251          |  |
| Vijf maanden na de dood van Marissa probeert Ryan met zijn leven door te gaan. Julie is verslaafd geraakt een medicijnen en Dr. Roberts is niet meer zo zeker over zijn relatie met Julie, en Gloria ("The Stepmonster") is ook weer terug in zijn leven. Seth en Summer zien elkaar weer, maar hun relatie is niet meer zo sterk, en ze voelen zich ongemakkelijk samen. Julie ontmoet Ryan en geeft hem informatie over Volchok en waar hij is. |            |                               |                                  |                 |                  |                 |  |
| 78 | 2          | The Gringos                   | John Stephens                    | Patrick Norris  | 8 november 2006  | 3T5252          |  |
| Ryan en Seth gaan naar Mexico om Volchok te vinden. Summer is onzeker over haar relatie met Seth, en Taylor komt langs om te vertellen dat ze is getrouwd in Frankrijk. Kaitlin steelt kleren voor een goed doel op school. Seth help Kirsten en Sandy om Ryan ervan te weerhouden om wraak te nemen en ze gaan weer terug naar Newport. Sandy is niet blij met Julie. |            |                               |                                  |                 |                  |                 |  |
| 79 | 3          | The Cold Turkey               | J. J. Philbin                    | Michael Lange   | 9 november 2006  | 3T5253          |  |
| Het is weer tijd voor Thanksgiving. Summer komt terug naar Newport, Julie is niet welkom bij de Cohens, Taylor is er weer en Kaitlin besluit om bij de Cohens te gaan eten, samen met wat andere onverwachte gasten. Ryan is nog steeds boos op Seth en wil wraak nemen op Volchok. Sandy is de advocaat voor Volchok, en als Ryan dit doorheeft wil hij antwoorden van Sandy. Ryan blijft zoeken voor Volchok en uiteindelijk neemt Sandy Ryan mee naar Volchok. Volchok wordt gearresteerd door de politie. Summer besluit om eerder terug te gaan naar Brown omdat ze nog steeds verdrietig is over Marissa. Julie en Ryan delen goede herinneringen over Marissa. |            |                               |                                  |                 |                  |                 |  |
| 80 | 4          | The Metamorphosis             | Leila Gerstein                   | Norman Buckley  | 16 november 2006 | 3T5254          |  |
| Seth besluit om Summer te bezoeken en realiseert zich dat Summer misschien wel voorgoed is veranderd sinds ze op Brown zit. Ryan helpt Taylor met haar scheiding. Kaitlin en Julie maken een afspraak om uit de problemen te blijven, maar dit is niet zo makkelijk voor beiden. Sandy heeft geen vrienden en zou graag eens een mannenavond willen hebben. Taylor probeert Ryan te gebruiken voor haar scheiding. |            |                               |                                  |                 |                  |                 |  |
| 81 | 5          | The Sleeping Beauty           | John Stephens                    | Ian Toynton     | 30 november 2006 | 3T5255          |  |
| Als Taylor hoort dat Ryan niet kan slapen komt ze met haar eigen therapieplan om hem te helpen. Op Brown ondernemen Summer en Che actie om de natuur te helpen, maar dit heeft onverwachte gevolgen. Kaitlin en Julie krijgen ruzie over een jongen, maar uiteindelijk komt het toch goed. Taylors plannen werken niet zoals ze had verwacht, maar na wat hulp van Kaitlin krijgt ze toch wat ze wil. |            |                               |                                  |                 |                  |                 |  |
| 82 | 6          | The Summer Bummer             | Josh Schwartz & Stephanie Savage | Michael Lange   | 7 december 2006  | 3T5256          |  |
| Seth gaat weer naar Brown om Summer te bezoeken maar het enige wat hij vindt is een lege kamer, en Sandy en Kirsten helpen Ryan met zijn gevoelens voor Taylor. Kaitlin ontmoet het gemeenste meisje van Harbor School en gaat de ruzie aan door een geweldig feest te geven. Ondertussen komt Julie te weten dat Newmatch meer is dan alleen een dating service, en de waarheid over Che komt uit. |            |                               |                                  |                 |                  |                 |  |
| 83 | 7          | The Chrismukk-huh?            | J. J. Philbin & John Stephens    | Ian Toynton     | 14 december 2006 | 3T5257          |  |
| Het is Chrismukkah in The O.C. Nadat Ryan en Taylor van het dak afvallen komen ze beiden in een alternatieve wereld terecht in hun dromen waar alles anders is. Sandy is de burgemeester en getrouwd met Julie, Jimmy is getrouwd met Kirsten, en Summer is verloofd met Che. |            |                               |                                  |                 |                  |                 |  |
| 84 | 8          | The Earth Girls Are Easy      | Mark Fish                        | Norman Buckley  | 21 december 2006 | 3T5258          |  |
| Het is Oud en Nieuw in The O.C. en Ryan heeft plannen gemaakt voor zichzelf en Taylor, maar als Summer boos is op Seth omdat hij geen plannen heeft gemaakt gaan Seth en Summer met Ryan en Taylor mee. Het handtasje van Summer wordt gestolen met een belangrijk voorwerp voor de toekomst van haar en Seth. The Bullit vraagt een oude vriend om naar de boekhouding van Julie te kijken, maar deze oude vriend is niet wie hij zegt dat hij is. |            |                               |                                  |                 |                  |                 |  |
| 85 | 9          | The My Two Dads               | Josh Schwartz & Stephanie Savage | Michael Schultz | 4 januari 2007   | 3T5259          |  |
| Kaitlin zakt voor een presentatie en moet daarom samenwerken met Will, een band geek. Kaitlin denkt dat ze Will zo ver kan krijgen om haar huiswerk te gaan maken, Will zit dit echter niet zo zitten. Seth en Summer gaan verder met hun gemaakte plannen, ongeacht hoe ze zich eigenlijk voelen. Ondertussen, Sandy confronteert Frank met waarom hij in Newport is en Julie vertelt Kirsten de waare identiteit van Frank. |            |                               |                                  |                 |                  |                 |  |
| 86 | 10         | The French Connection         | J. J. Philbin                    | John Stephens   | 11 januari 2007  | 3T5260          |  |
| De ex-man van Taylor is in Newport om zijn nieuw boek over zijn relatie met Taylor te promoten. Nadat Ryan hoort over het spannende leven van Taylor in Europa twijfelt hij over hun relatie. Seth gaat naar Seattle om toestemming te vragen aan Dr. Roberts om met Summer te trouwen. Ondertussen besteedt Summer wat tijd samen met Holly, en beseft ze hoe haar leven zal zijn in de toekomst als ze nu trouwt met Seth. Kaitlin beseft dat ze Will leuk vindt, maar is bang dat hij haar niet leuk vindt. |            |                               |                                  |                 |                  |                 |  |
| 87 | 11         | The Dream Lover               | Leila Gerstein                   | Patrick Norris  | 18 januari 2007  | 3T5261          |  |
| Ché en Seth maken een reisje naar de bossen waar Ché, na een droom, ontdekt dat zijn geest misschien houdt van een onverwacht iemand. Na de reis naar het bos, praten Seth en Summer eindelijk weer met elkaar. Taylor beslist ook dat zij en Ryan niet langer met elkaar kunnen omgaan. En Julie doet haar best om zich terug in het leven van Kirsten te werken. Ondertussen sluit Kaitlin Will uit. |            |                               |                                  |                 |                  |                 |  |
| 88 | 12         | The Groundhog Day             | Mark Fish                        | Ian Toynton     | 25 januari 2007  | 3T5262          |  |
| Wanneer de Cohens zich voorbereiden op Kirstens 40e verjaardag, ontvangt Kristen nieuws dat haar leven zal veranderen. Terwijl Ryan verbergt dat hij Taylor mist, gaat Taylor op consultatie bij een psycholoog die haar simpele regels geeft om naar te leven. |            |                               |                                  |                 |                  |                 |  |
| 89 | 13         | The Case of the Franks        | J. J. Philbin                    | Norman Buckley  | 1 februari 2007  | 3T5263          |  |
| Julie en Gordon? Of Julie en Frank? Summer en Seth? Of Summer en George? Nee, maak daar maar GEORGE van. Hartsgeheimen (en de bemoeienissen van anderen) komen uit met Valentijnsdag in het verschiet. |            |                               |                                  |                 |                  |                 |  |
| 90 | 14         | The Shake up                  | John Stephens                    | Ian Toynton     | 8 februari 2007  | 3T5264          |  |
| Maak een film: Summer is de passieve houding van Seth beu. Maak een keuze: Taylor wil dat Ryan haar zijn liefde verklaart. Maak er een zooitje van: Kaitlin verspreidt geruchten over Frank en clownporno. Ruim baan voor Moeder natuur... iedereen!! |            |                               |                                  |                 |                  |                 |  |
| 91 | 15         | The Night Moves               | Stephanie Savage                 | Patrick Norris  | 15 februari 2007 | 3T5265          |  |
| Iedereen maakt het goed. Zo goed als je zou kunnen verwachten na een enorme aardbeving. Nu gaat het om overleven, kalm blijven, helpen... en op de een of andere manier Ryan in het ziekenhuis krijgen voordat hij doodbloedt. |            |                               |                                  |                 |                  |                 |  |
| 92 | 16         | The End's not near, it's here | Josh Schwartz                    | Ian Toynton     | 22 februari 2007 | 3T5266          |  |
| Zes maanden nadat Moeder Natuur iedereen flink door elkaar heeft geschud, wordt alles weer normaal. Heel normaal. Maar het heeft nooit in de aard van de Cohens of de Coopers gelegen om alles maar te laten, zoals het is. Tijd dus om hoofd en hart te volgen en te doen wat goed is. |            |                               |                                  |                 |                  |                 |  |